# Kié-Ntem
Kié-Ntem é uma província da Guiné Equatorial. Sua capital é a cidade de Ebebiyin.